# Bjurtjärnen (Eds socken, Värmland)
Bjurtjärnen är en sjö i Grums kommun i Värmland och ingår i Göta älvs huvudavrinningsområde.